# قائمة المفوضين الساميين لإسبانيا في المغرب
المَندُوب السامي الإسباني في المغرب أو المُفوض السامي الإسباني في المغرب هو رئيس الإدارة الإسبانية في المغرب وهي شخصية استُنسخت من المُفوضين الساميين الإنجليز، وهو مُعتمدٌ رسميًا لدى الخليفة الذي هو مُمثل للسلطان. ويُعتبرُ أعلى سُلطة في المحمية. ويُوجه المفوض السامي العمل السياسي لإسبانيا في المحمية، ومنهُ تُصدرُ الأوامر والتعليمات. وتُساعدهُ مُختلف الإدارات (وفد شؤون السكان الأصليين [الإسبانية] والتنمية والمالية). وهُناك وحدة مُراقبة إقليمية في كل منطقة تُرَاجعُ الحسابات الإقليمية ثم مُراجعة الحسابات المحلية، وتعرض مُباشرة على وفد شؤون السكان الأصليين، ثم تأتي للمفوض السامي فيما بعد. وكان الحفاظ على النظام مسؤوليةُ القوات الأهلية النظامية وشرطة السكان المحليين. وفي الجانب العسكري يُساعدهُ ثلاث قُوَّاد في سبتة ومليلية والعرائش.
تقلَّد المَنصب أربعةٌ وعشرون من المُفوضين السَّاميين في أكثر من أربعة عُقود من وجود المحمية، كونهم الأغلبية العُظمى من العسكريين، على الرغم من وُجود بعض المدنيين المعينين لهذا المَنصب: ميغيل فيلانويفا ولويس سيلفيلا (1923)، لوسيانو لوبيز فيرير (1931) وخوان موليز (1933-1936) ومانويل ريكو أفيلو (1934). خلال الانقلاب في يوليو 1936 الذي أدَّى إلى الحرب الأهلية، تولى العقيد إدواردو ساينز دي بورواغا المنصب لبضعة أيَّامٍ حتَّى انتقل إلى قرطبة، لكنَّهُ لم يُمنحُ وضعًا رسميًا أبدًا. لم يُشغلُ المنصب حتَّى أكتوبر، عندما عيَّن المتمردون رسميًا الجنرال لويس أورجاز يولدي. وكان المُفوض السامي الأخير هو الفريق رافائيل غارسيا فالينيو، الذي توقَّف عن مهامه في 8 أغسطس 1956 بعد استقلال المغرب ونهاية الحِماية الإسبانيَّة.

## المندوبون الساميون
| الاسم                              | صُورة | بداية المُدَّة    | نهاية المُدَّة    | السياق التَّاريخي                                                       |
| ---------------------------------- | ---- | -------------- | -------------- | --------------------------------------------------------------------- |
| فيليبي ألفو ميندوزا                |      | 5 أبريل 1913   | 17 أغسطس 1913  | بِدايَة الحِمايَة الإسبانيَّة                                               |
| خوسيه مارينا فيغا                  |      | 17 أغسطس 1913  | 10 يوليو 1915  | حروب الريف                                                            |
| فرانسيسكو غوميز جوردانا            |      | 10 يوليو 1915  | 18 نوفمبر 1918 | حروب الريف                                                            |
| داماسو بيرنجير                     |      | 26 يناير 1919  | 16 يوليو 1922  | معركة أنوال (1921)                                                    |
| ريكاردو بورغيتي                    |      | 16 يوليو 1922  | 3 يناير 1923   |                                                                       |
| ميغيل فيلانويفا                    |      | 3 يناير 1923   | 18 فبراير 1923 |                                                                       |
| لويس سيلفيلا                       |      | 18 فبراير 1923 | 16 سبتمبر 1923 | الانقلاب على ميغيل بريمو دي ريفيرا.                                   |
| Luis Aizpuru y Mondéjar            |      | 16 سبتمبر 1923 | 17 أكتوبر 1924 |                                                                       |
| ميغيل بريمو دي ريفيرا              |      | 17 أكتوبر 1924 | 3 نوفمبر 1925  | إنزال الحسيمة                                                         |
| خوسي سانخورخو (العُهدة الأُولى)      |      | 3 نوفمبر 1925  | 4 نوفمبر 1928  | نِهاية حُروب الرِّيف                                                      |
| فرانسيسكو غوميز جوردانا سوسا       |      | 4 نوفمبر 1928  | 23 أبريل 1931  | - ديكتاتورية داماسو بيرنجير - إعلان الجمهورية الإسبانية الثانية       |
| خوسي سانخورخو (العُهدة الثانية)     |      | 23 أبريل 1931  | 6 يونيو 1931   |                                                                       |
| ليوسانو لوبيز فيرير                |      | 10 يونيو 1931  | 23 يناير 1933  |                                                                       |
| خوان مولز أورميلا (العُهدة الأُولى)  |      | 23 يناير 1933  | 23 يناير 1934  |                                                                       |
| أوغستيان غوميز موراتا (Interino)   |      | 23 يناير 1934  | 24 يناير 1934  |                                                                       |
| مانويل ريكو أفيلو                  |      | 24 يناير 1934  | 6 يناير 1936   |                                                                       |
| خوان مولز أورميلا (العُهدة الثانية) |      | 4 مارس 1936    | 13 مايو 1936   | - حُكومة الجبهة الشعبية - مانويل أثانيا يُصبحُ رئيس الجمهورية.           |
| Arturo Álvarez-Buylla Godino       |      | 13 مايو 1936   | 18 يوليو 1936  | - انتفاضة عسكريَّة يوم 17 يوليو في مليلية. الجمهورية الإسبانية الثانية. |
| ادواردو ساينز دي بورواغا           |      | 18 يوليو 1936  | 2 أكتوبر 1936  | - انتصار القوميين في شمال أفريقيا وبداية الحرب الأهلية الإسبانية.     |
| لويس أورجاز يولدي                  |      | 2 أكتوبر 1936  | 16 مارس 1937   |                                                                       |
| Juan Beigbeder Atienza             |      | 16 أبريل 1937  | 12 أغسطس 1939  | انتصار القوميين في إسبانيا.                                           |
| Carlos Asensio Cabanillas          |      | 12 أغسطس 1939  | 12 مايو 1941   | - الحرب العالمية الثانية - احتلال منطقة طنجة الدولية                  |
| لويس أورجاز يولدي (2.ª)            |      | 12 مايو 1941   | 6 مارس 1945    | عملية الشعلة في شمال أفريقيا.                                         |
| خوسيه إنريكي فاريلا                |      | 6 مارس 1945    | 24 مارس 1951   |                                                                       |
| رافاييل غارسيا                     |      | 31 مارس 1951   | 6 أغسطس 1956   | استقلال المغرب                                                        |